# Slaget vid Helgoland (1849)
Slaget vid Helgoland utkämpades den 4 juni 1849 under det Slesvig-holsteinska kriget. Slaget utkämpades som ett resultat av den danska blockaden av de nordtyska hamnarna. Drabbningen slutade utan någon klar segrare och blockaden fortsatte som förut.

## Bakgrund
Strax efter krigsutbrottet 1848 inledde den danska flottan en blockad mot de nordtyska hamnarna. Det tyska förbundet som innan kriget inte disponerade över någon flotta alls, tvingades att bygga upp en från grunden. Den 4 juni följande år lämnade en tysk eskader bestående av en ångfregatt och två ångkorvetter under befäl av Karl Rudolf Brommy Bremerhaven med målet skingra de danska örlogsfartyg som blockerade utloppet till floden Weser. De underlägsna danska flottstyrkorna retirerade inför tyskarna men korvetten Valkyrien förlorade kontakten med de övriga fartygen. Kaptenen, Andreas Polder beslutade att söka tillflykt vid ön Helgoland som då var brittiskt territorium. 

## Slaget
Båda sidor avfyrade en serie salvor mot varandra utan större effekt. När de tyska fartygen närmade sig Helgoland möttes de av varningsskott från brittiska örlogsfartyg. Brommy som inte önskade att hamna i strid med britterna höll sig på tryggt avstånd från ön. När danska förstärkningar i form av ångkorvetten Gejser anlände till platsen beslöt sig tyskarna att dra sig tillbaka. Danskarna förföljde de tyska fartygen till Elbes utlopp för att sedan återupprätta blockaden.